# Gavurkalesi
Gavurkalesi (le « Château des Infidèles » en turc) est un site archéologique de Turquie, où se trouvent les ruines d'un ancien sanctuaire hittite datant du XIIIe siècle av. J.-C. Il est localisé à une soixantaine de kilomètres au sud-ouest d'Ankara. Il a été fouillé dans les années 1930 par les équipes de l'Oriental Institute de Chicago dirigées par Hans Henning van der Osten. 
Le site est protégé par une enceinte en appareil cyclopéen enserrant un espace sacré de 35 mètres sur 37, à l'intérieur duquel se trouve une chambre funéraire. Le site pouvait servir de mausolée. Des bas-reliefs gravés sur des rochers à proximité du site représentent une triade divine, sans doute le couple Teshub-Hebat accompagné de leur fils Sharruma. Ils renvoient à ceux de Yazılıkaya, probablement contemporains.

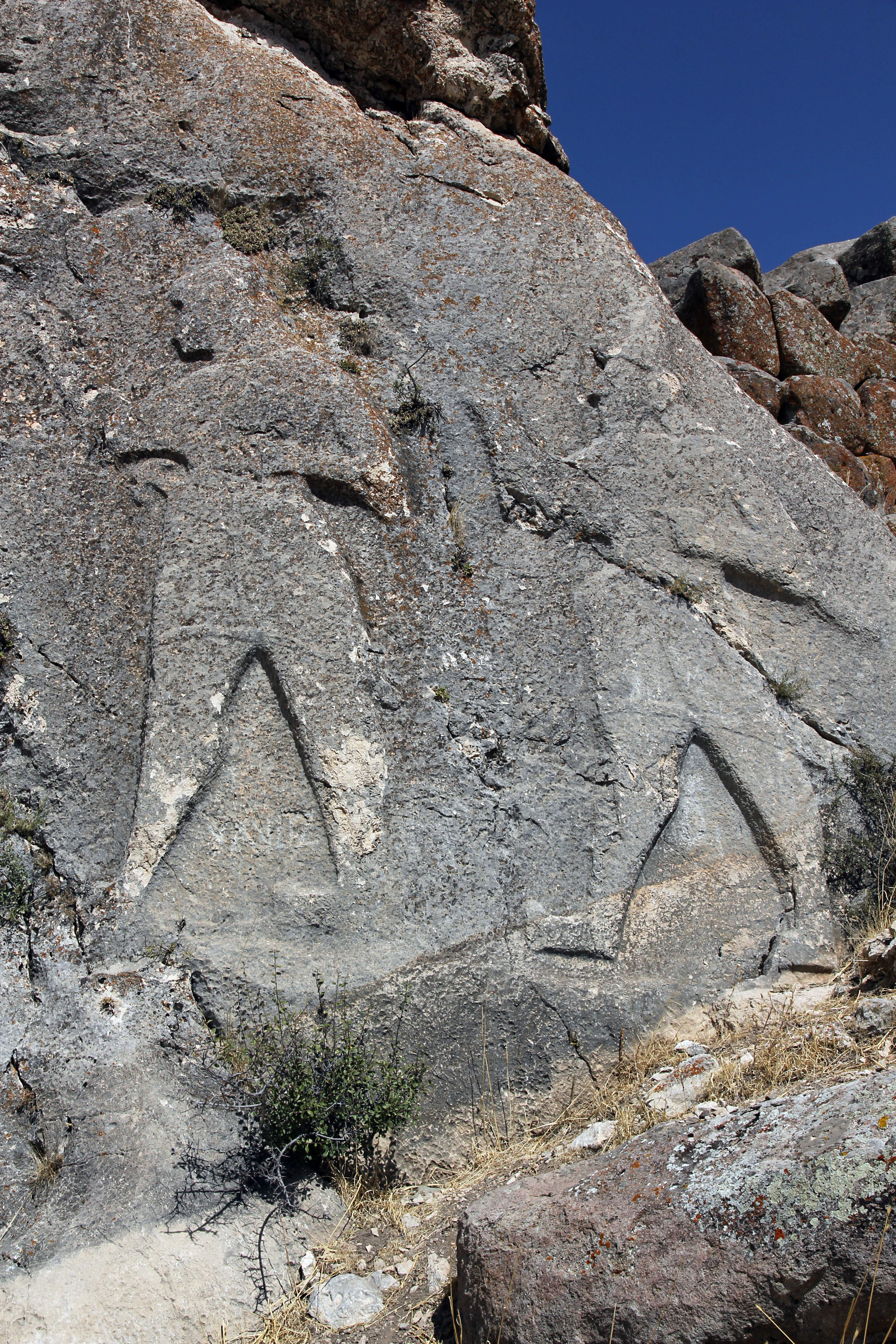
Un des bas-reliefs de Gavurkalesi.